# Sclerostomus prodigiosus
Sclerostomus prodigiosus is een keversoort uit de familie vliegende herten (Lucanidae). De wetenschappelijke naam van de soort is voor het eerst geldig gepubliceerd in 2007 door Arnaud, Noguichi & Bomans.